# Акинджи

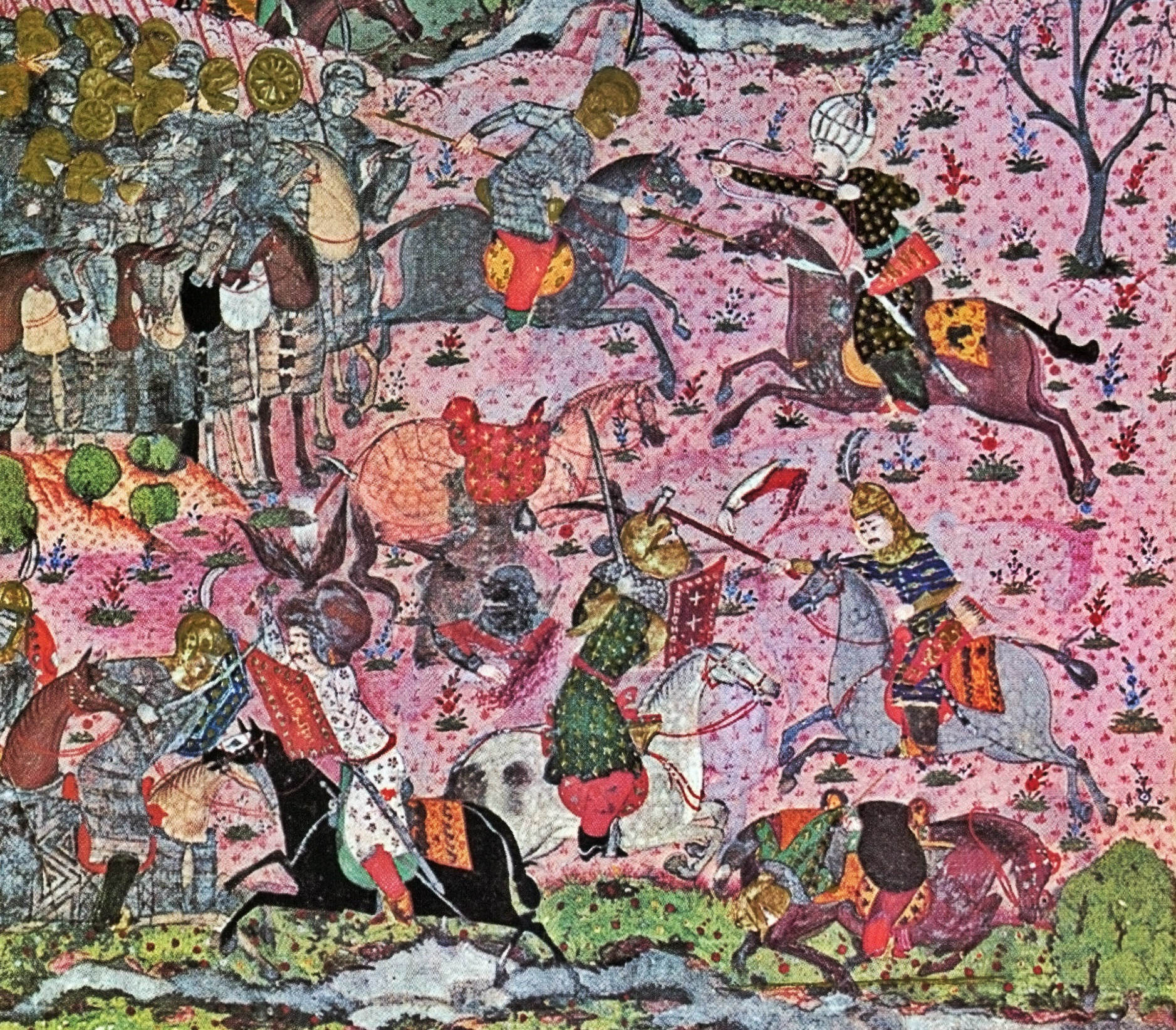
Акинджі в Битві при Мохачі, 1579

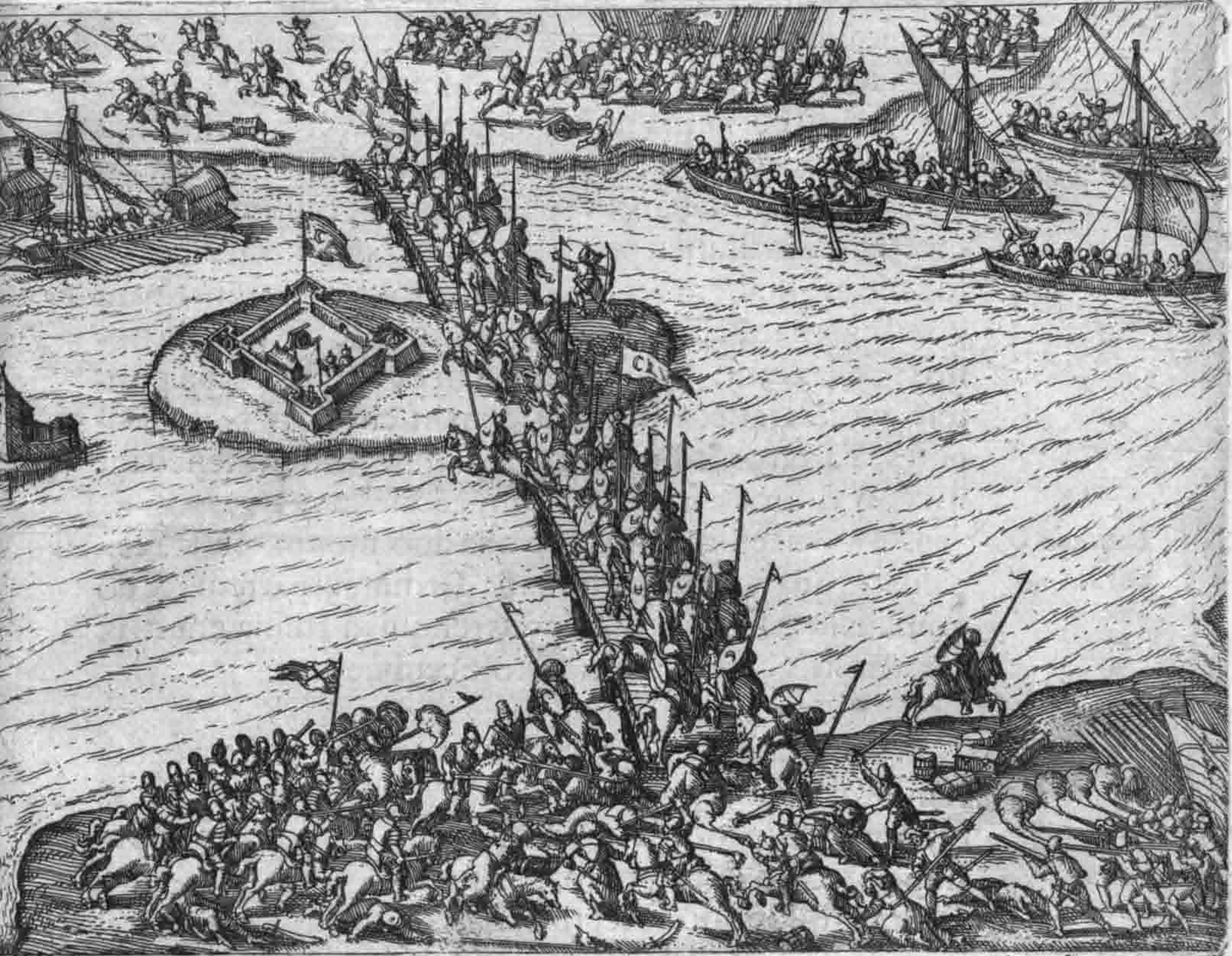
Битва при Джурджу. Pannoniae historia chronologica, 1608

Акинджи — легка кавалерія, яка в основному складалася з кочовиків, створена за перших султанів Османської імперії.